# Kaltehöhe
Kaltehöhe ist ein Gemeindeteil der Ortsgemeinde Asbach im Landkreis Neuwied im nördlichen Rheinland-Pfalz. Er ist landwirtschaftlich geprägt.

## Geographie
Das Gehöft liegt im Niederwesterwald etwa fünf Kilometer südöstlich des Hauptortes Asbach und zwei Kilometer östlich von Neustadt (Wied) auf einer Anhöhe oberhalb des Wiedtals nahe der Burg und dem Kloster Ehrenstein. Kaltehöhe ist über eine Nebenstraße und die Kreisstraße 70 mit dem Asbacher Ortsteil Altenburg verbunden.

## Geschichte
In der ersten urkundlichen Erwähnung wird 1496 ein zum Besitz der Herren von Ehrenstein gehörender Hof genannt. Landesherrlich gehörte Kaltehöhe zum Kurfürstentum Köln und zum Amt Altenwied und war Teil der „Honnschaft Schöneberg“.
Nach einer 1660 vom Kölner Kurfürsten Maximilian Heinrich angeordneten Bestandsaufnahme hatte der Hof Kaltehöhe eine Größe von 97 Morgen Land und 11 Morgen Wiese. 1787 wohnten drei Familien auf dem Hof.
Nachdem das Rheinland 1815 zu Preußen gekommen war, gehörte der Hof Kalscheid zur Gemeinde Schöneberg im damals neu gebildeten Kreis Neuwied und wurde zunächst von der Bürgermeisterei Neustadt und ab 1823 von der Bürgermeisterei Asbach verwaltet. Nach einer Volkszählung aus dem Jahr 1885 hatte Kaltehöhe 10 Einwohner, die in einem Haus lebten.
Bis 1974 war Kaltehöhe Teil der bis dahin eigenständigen Gemeinde Schöneberg. Aus ihr und den gleichzeitig aufgelösten Gemeinden Asbach und Limbach sowie einem Teil der Gemeinde Elsaff wurde am 16. März 1974 die Ortsgemeinde Asbach neu gebildet. Kaltehöhe gehört zur weiter bestehenden Gemarkung Schöneberg.

## Kulturdenkmal
- Der Hof Kaltehöhe ist als Kulturdenkmal in die Denkmalliste des Landes Rheinland-Pfalz aufgenommen. Das Fachwerkhaus und die Hofanlage wurden im 18. und 19. Jahrhundert errichtet.[6]
- Siehe auch: Liste der Kulturdenkmäler in Asbach (Westerwald)